# اوفک

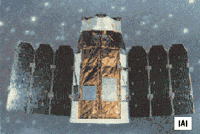
عکسی از اوفک ۳.

اوفِک (در عبری: אופק - معنای فارسی: افق) نام مجموعه‌ای از ماهواره‌های شناسایی اسرائیل است که توسط سازمان تحقیقات هوافضای اسرائیل طراحی، ساخته، پرتاب و هدایت می‌شوند.

## ماهواره‌های اوفک
- اوفک-۱ در سال ۱۹۸۸ با موفقیت به فضا پرتاب شد.
- اوفک-۲ در سال ۱۹۹۰ با موفقیت به فضا پرتاب شد.
- اوفک-۳ در سال ۱۹۹۵ با موفقیت به فضا پرتاب شد.
- اوفک-۴ در سال ۱۹۹۸ بدون موفقیت به فضا پرتاب شد.
- اوفک-۵ در سال ۲۰۰۲ با موفقیت به فضا پرتاب شد.
- اوفک-۶ پس از پرتاب در سال ۲۰۰۴ به دریای مدیترانه سقوط کرد.
- اوفک-۷ در تاریخ ۱۱ ژوئن ۲۰۰۷ میلادی (۲۱ خرداد ۱۳۸۶ خورشیدی) با موفقیت به فضا پرتاب شد.
- اوفک-۸ در تاریخ ۲۱ ژانویه ۲۰۰۸ به فضا پرتاب شد.
- اوفک-۹ در تاریخ ۲۲ ژوئن ۲۰۱۰ به فضا پرتاب شد.
- اوفک-۱۰ در تاریخ ۹ آوریل ۲۰۱۴ به فضا پرتاب شد.
- اوفک-۱۱ در تاریخ ۱۳ سپتامبر ۲۰۱۶ به فضا پرتاب شد.